# 알란 후베초프
알란 제말로비치 후베초프(러시아어: Ала́н Джема́лович Хубе́цов, 1993년 6월 26일~)는 러시아의 유도 선수로 2020년 하계 올림픽 남자 하프미들급에 참가했다. 또한 유러피언 게임 금메달 1개, 동메달 1개, 유럽 선수권 대회 금메달 1개를 획득했다.